# Говоне
Гово̀не (на италиански: Govone; на пиемонтски: Gon, Гон) е село и община в Северна Италия, провинция Кунео, регион Пиемонт. Разположено е на 301 m надморска височина. Населението на общината е 2245 души (1 януари 2023).).